# Byodo-In
Byodo-In (平等院 byōdōin?) este un templu budist din orașul Uji în prefectura Kyoto, Japonia. Este un templu comun pentru sectele budiste Jodo Shu și Tendai.

## Istoric
- Inițial (în perioada Heian), acest lot de pământ a fost proprietatea lui Minamoto no Tohru din clanul Minamoto.[Notă 1] În 998 vila lui Tohru a fost preluată de către Fujiwara no Michinaga.
- În 1052 Fujiwara no Yorimichi (fiul lui Michinaga), pe atunci Kampaku (Consilierul Suprem) al Împăratului Japoniei, a transformat vila într-un templu budist.
- Pavilionul păsărilor Phoenix (鳳凰堂 hōō-dō?), sau Pavilionul (Templul) lui Buddha Amitābha (阿弥陀堂 amida-dō?), cea mai cunoscută clădire a templului, a fost construită în 1053.
- La începutul secolului al XII-lea au fost construite Hokkei-do (Pavilionul Lotosului), Godai-do (Pavilionul Celor Cinci Regi Înțelepți), biblioteca de sutre, pagoda și altele.
- În 1180 pe podul din imediata apropiere a templului a avut loc Bătălia de la Uji dintre clanurile Minamoto și Taira. În această bătălie au participat și numeroși călugări-războinici, predominant din Mănăstirea Mii-dera. Bătălia s-a soldat cu înfrângerea clanului Minamoto, după care Minamoto no Yorimasa a comis seppuku (sinucidere) chiar în Templul lui Amida. Acesta este primul caz de seppuku, înregistrat în literatura Japoniei medievale.
- În timpul războuilui civil Kusunoki Hatakeyama din 1336 templul este incendiat. Clădirile auxiliare ale complexului au ars. Unicele clădiri originale care s-au păstrat până în prezent sunt Pavilionul păsărilor Phoenix și clopotnița.
- Din 1681 proprietatea templului a fost gestionată de către reprezentații a două secte: Jodo Shu și Tendai. În prezent ele continuă să suprevegheze templul, însă fără a avea drept de proprietate asupra lui.
- În decembrie 1994 templul a fost inclus în lista de Partimoniul Cultural Mondial UNESCO ca parte a complexului Monumente Istorice ale Vechiului Kyoto.
- Pe 1 martie 2001 s-a deschis muzeul templului.

## Pavilionul păsărilor Phoenix

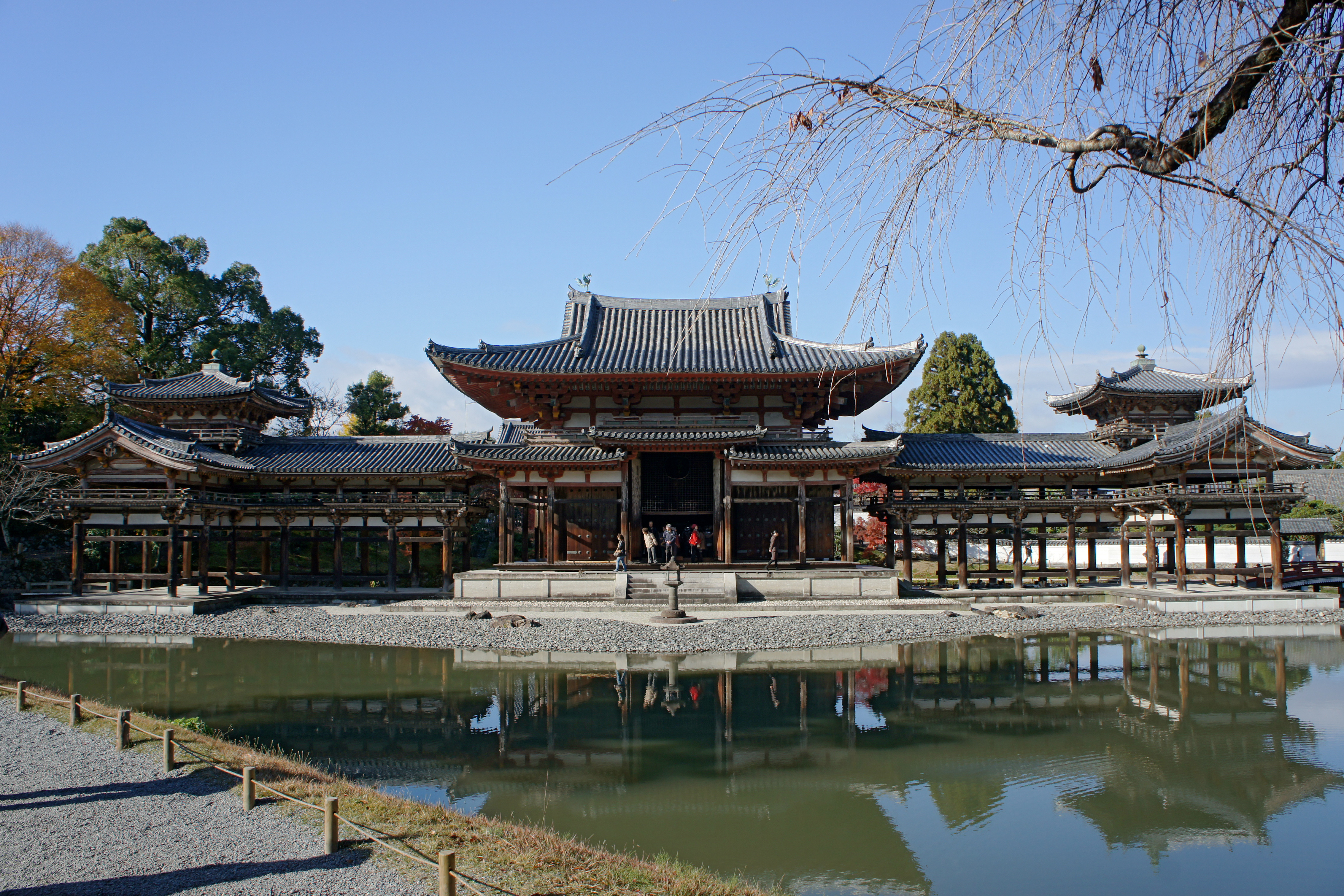
Pavilionul păsărilor Phoenix

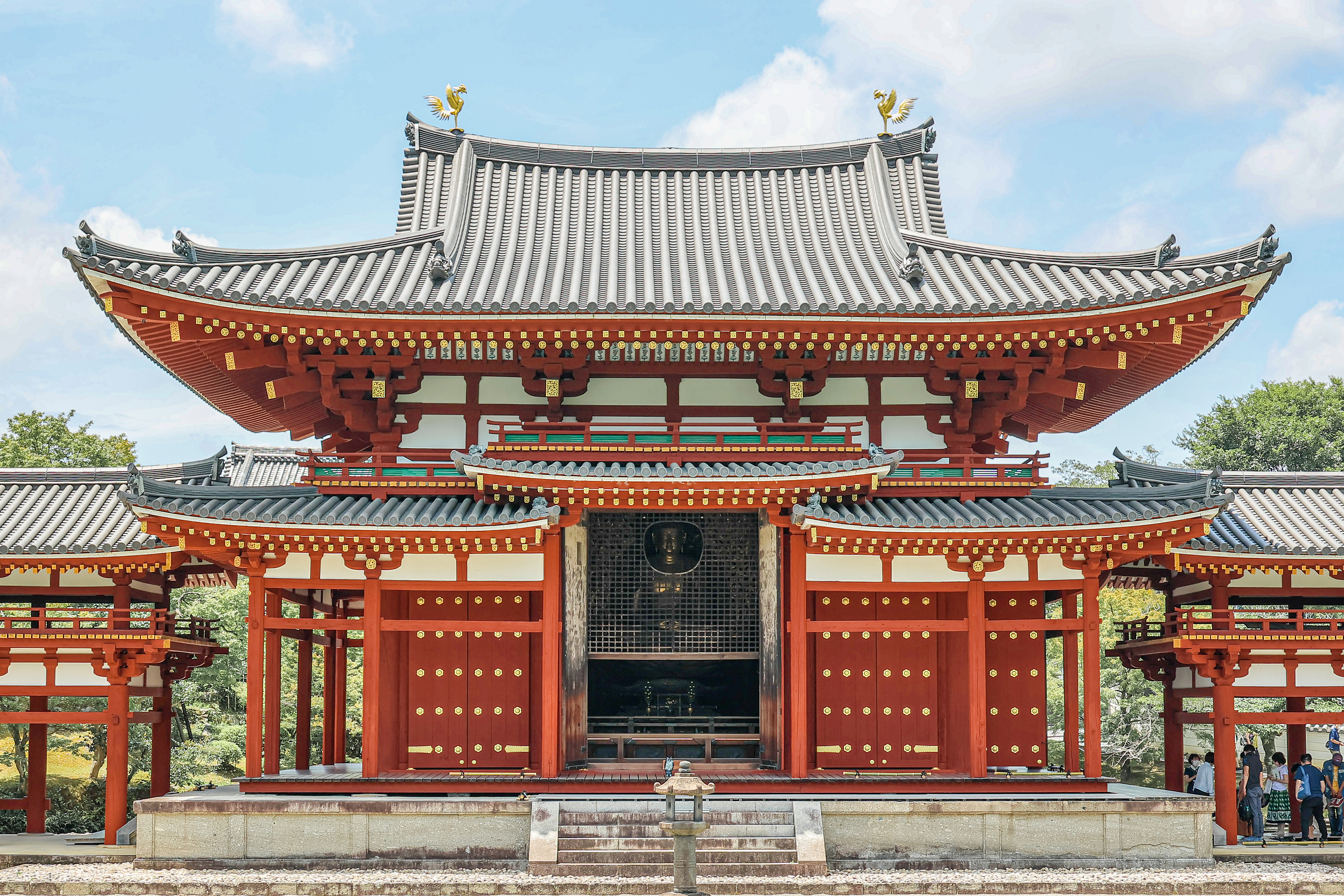
Sala de mijloc a Sălii Phoenix

În perioada Edo pavilionul lui Amida, clădirea principală a templului, a căpătat numele de Pavilion al păsărilor Phoenix. Se crede că denumirea este datorată celor două păsări Phoenix de pe acoperișul Sălii Centrale, precum și faptului, că forma clădirii se aseamănă cu o pasăre în zbor.
Pavilionul este compus din sala centrală (dimensiunile: frontală -- 14,2 m, laterală -- 11,8 m), două galerii laterale simetrice în forma literei "L" (lungimea segmentului mare -- cca 9 m, celui mic -- cca 5,5 m) și o galerie din spate (lungimea 18,4 m), toate patru având statut de Tezaur Național. Clădirea este acoperită cu țiglă japoneză. Pe acoperiș se pot observa două statuete Phoenix.
În Pavilion se află o colecție de artă a sectei Jodo-Shu (literal pământ pur) din perioada Heian, inclusiv sculptura lui Amida și 52 de statuete a Bodhisattva (în prezent 26 din ele sunt expuse în muzeul templului).

## Statuia luiBuddha Amitābha

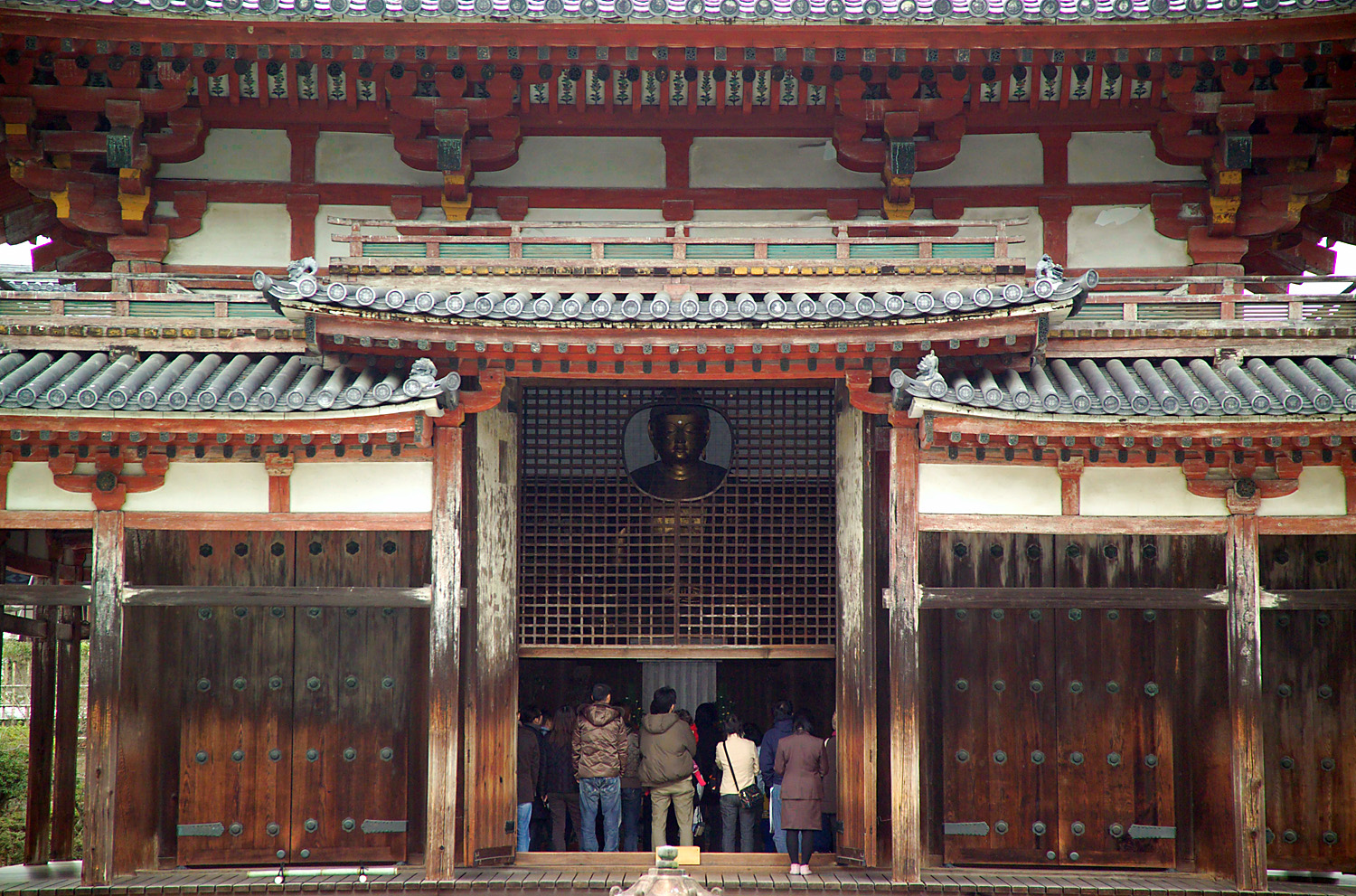
Statuia lui Buddha Amida din interiorul Pavilionului Phoenix

Principalul obiect de închinare din complexul Byodo-In este Buddha Amitābha (Amida Nyorai), statuia căruia se află în interiorul templului. Sculptura are înălțimea de 2,84 metri și este făcută din lemn de chiparos, folosind tehnica yosegi-zukuri, suprafața fiind acoperită cu plăci de aur. În prezent, aceasta este unica sculptură, în mod cert creată de Jocho. Sculptura are statut de Tezaur Național.

## Lacul Ajiike și grădina Pământului Pur
Grădina Pământului Pur este un tip original de grădină, caracteristic credințelor sectei amidiste a Pământului Pur din perioada Heian. Această grădină reprezintă starea matură a stilului și a servit drept modele pentru grădinile din toată Japonia. Același tip de grădină se poate vedea în templul Hojoji fondat de Fujiwara no Michinaga.
În urma săpăturilor și investigațiilor archeologice începute în 1997 a fost restabilită forma inițială a grădinii și a lacului artificial Ajiike (阿字池?). S-a aflat că cele două poduri, Soribashi și Hirabashi, conectau malul de nord al lacului cu aripa de nord a Pavilionului Phoenix prin intermediul unei insule mici (Kojima).

## Hoshokan (muzeul templului)
Muzeul Hoshokan (鳳翔館?) găzguiește majoritatea obiectelor complexului Byōdō-in cu statut de Tezaur Național, inclusiv 26 statuete Bodhisattva confecționate din lemn de chiparos, clopotul templului, cele două păsări Phoenix și alte obiecte de importanță istorică.

## Alte obiecte ale complexului Byodo-In
- Pavilionul Fudo-do

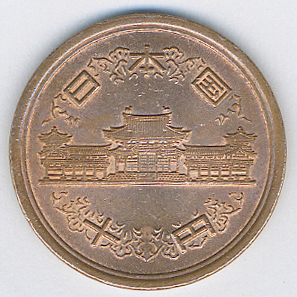
Aversul monedei de 10 yeni cu imaginea Pavilionului păsării Phoenix

- Templul Avalokitesvara (pavilionul Kannon-do)
- Templul Saisho
- Templul Jodoin
- Clopotnița
- Porțile din interiorul complexului Byodo-In
- Mormântul lui Yorimasa

## Byodo-In în cultura populară
Imaginea templului poate fi văzută pe aversul monedelor de 10 yeni, iar pe bancnotele de 10.000 yeni (seria E) este imprimat Phoenix-ul de pe acoperișul Pavilionului.

## Acces
Tren:
- 10-15 minute de mers de la stația JR Uji a liniei de tren JR Nara
- 10 minute de mers de la stația Uji a liniei de tren Keihan Uji

## Imagini

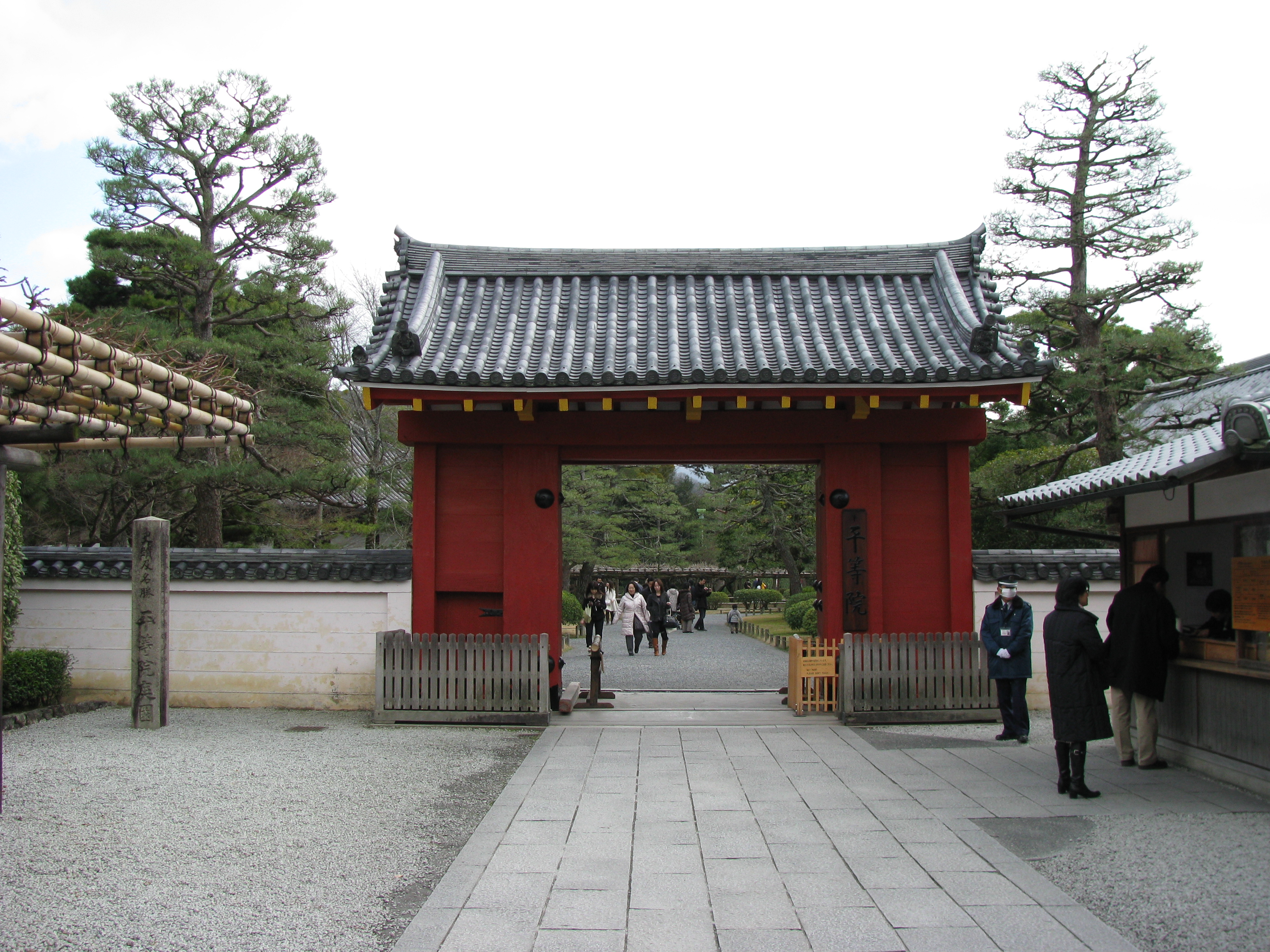
Intrarea principală a complexului Byodo-In
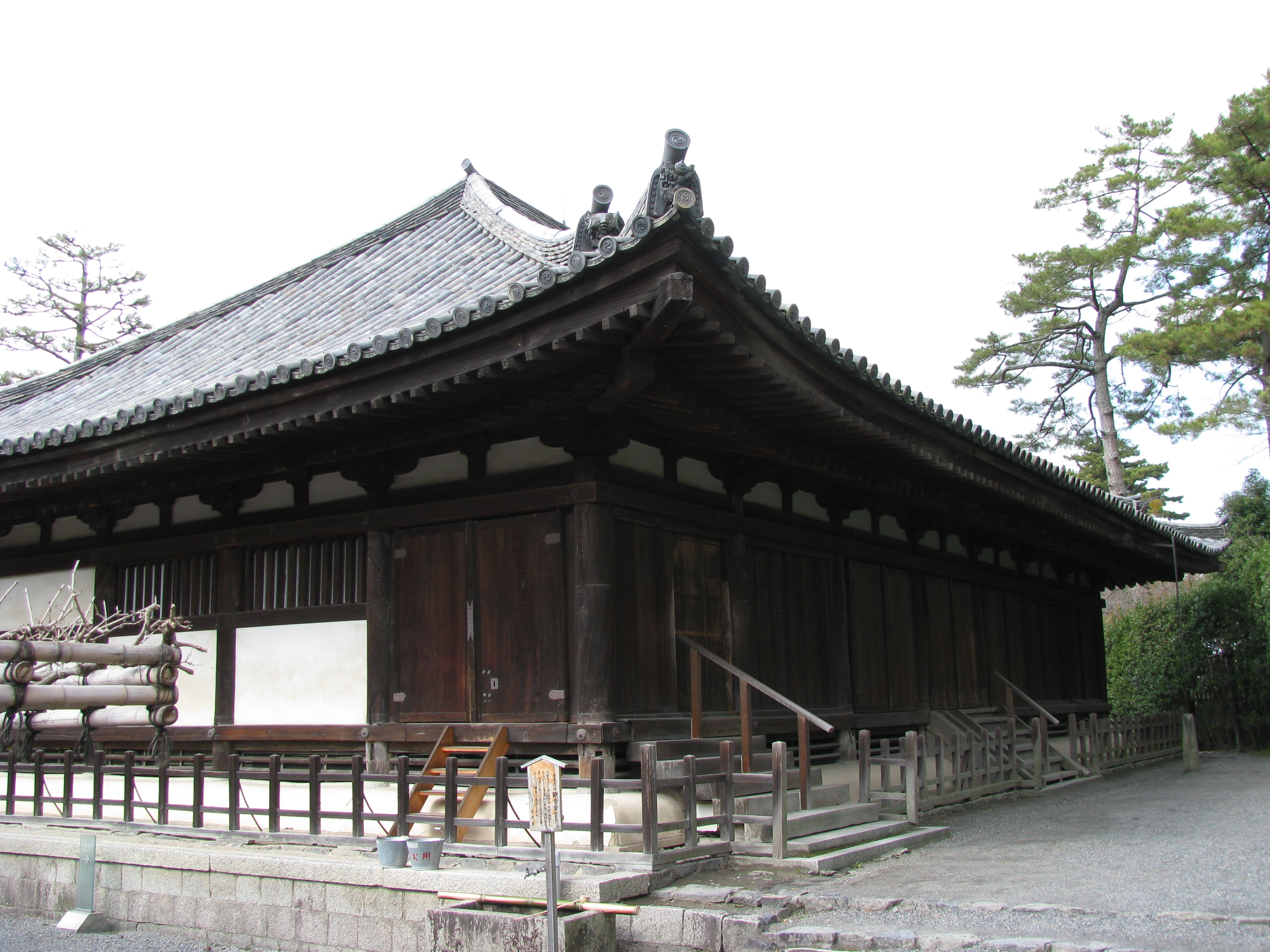
Templul Avalokitesvara (Pavilionul Kannon-do)
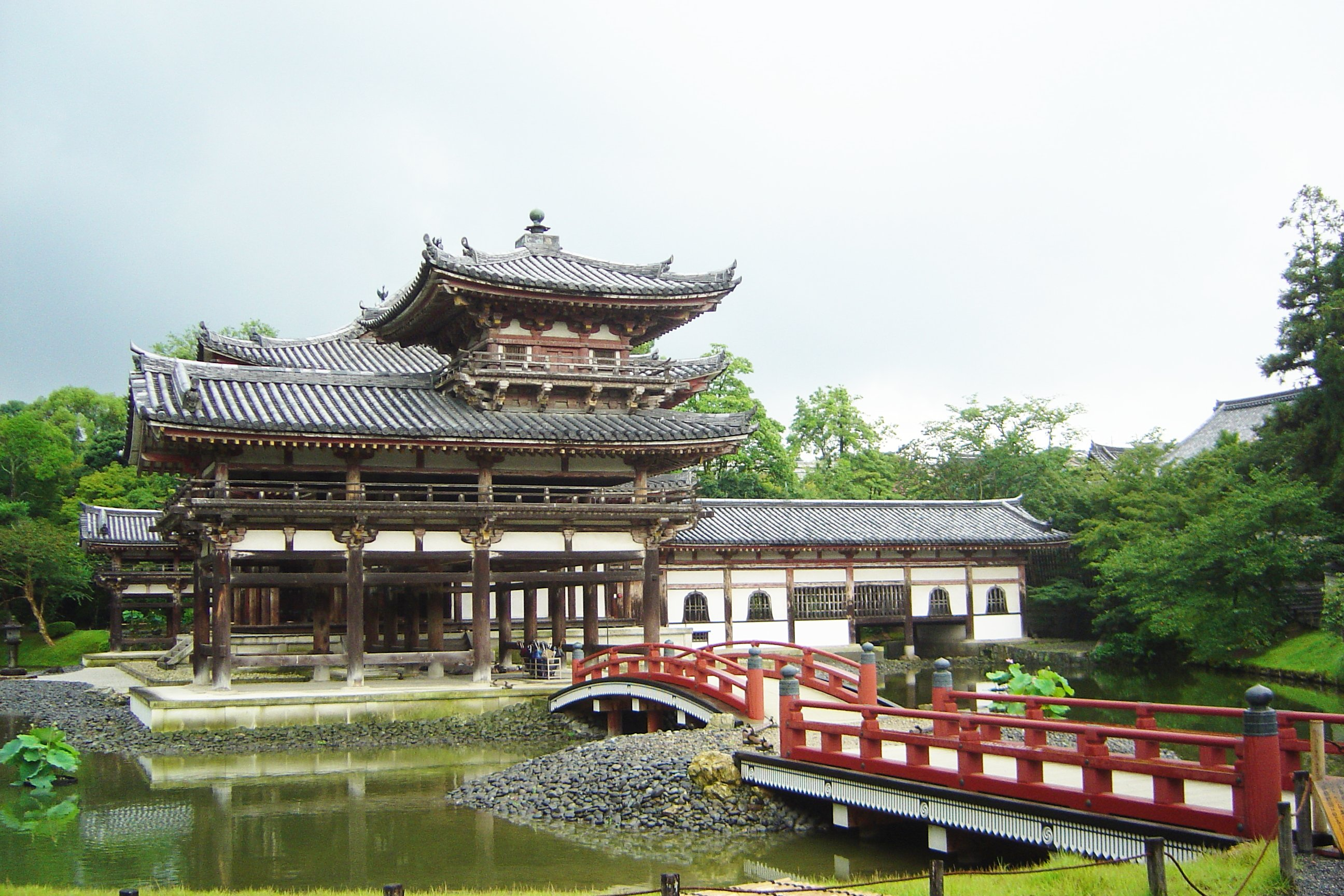
Templul lui Buddha Amitabha (Amida-do), aripa stângă (de nord)
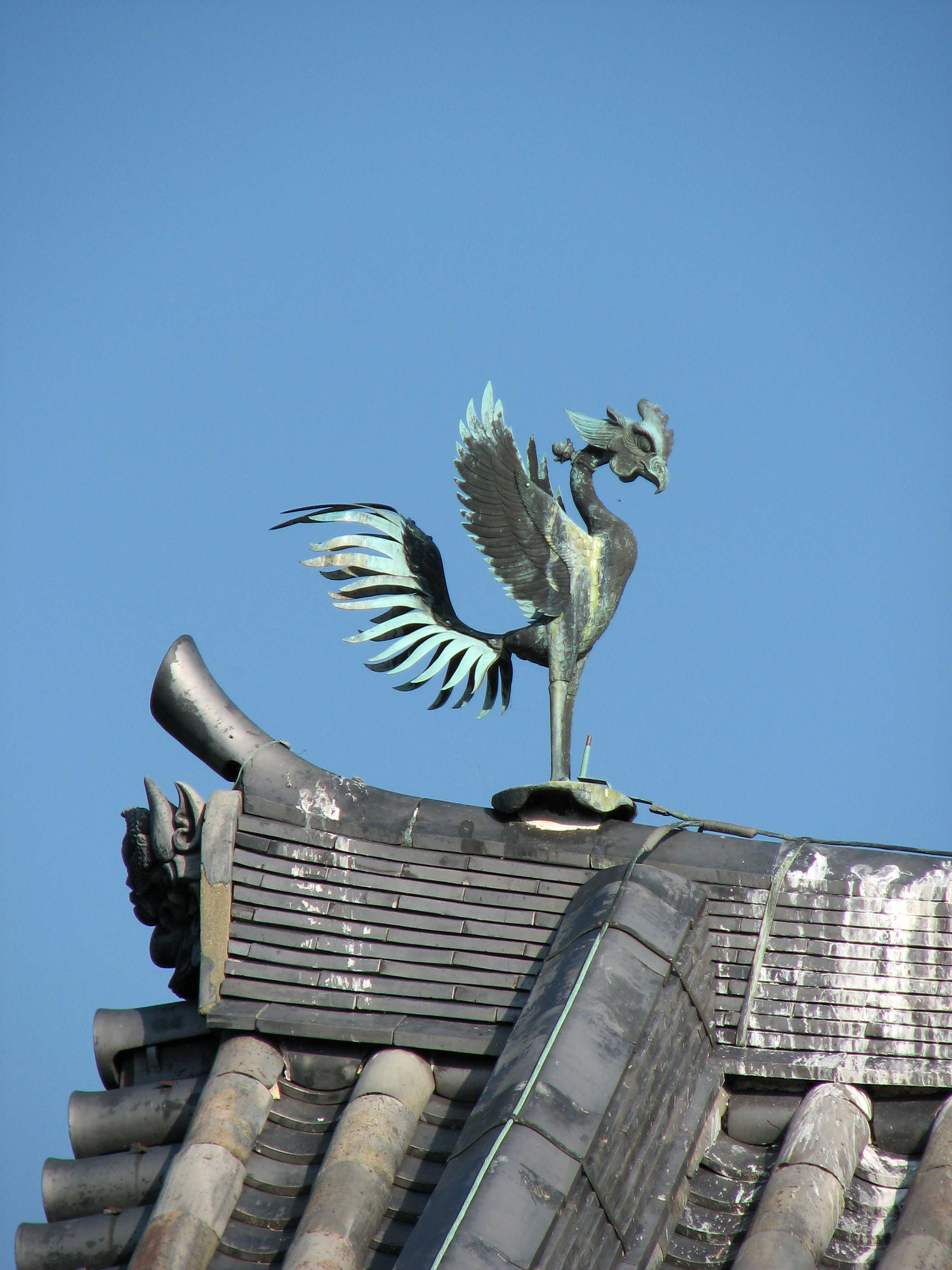
Pasărea Phoenix pe acoperişul Amida-do
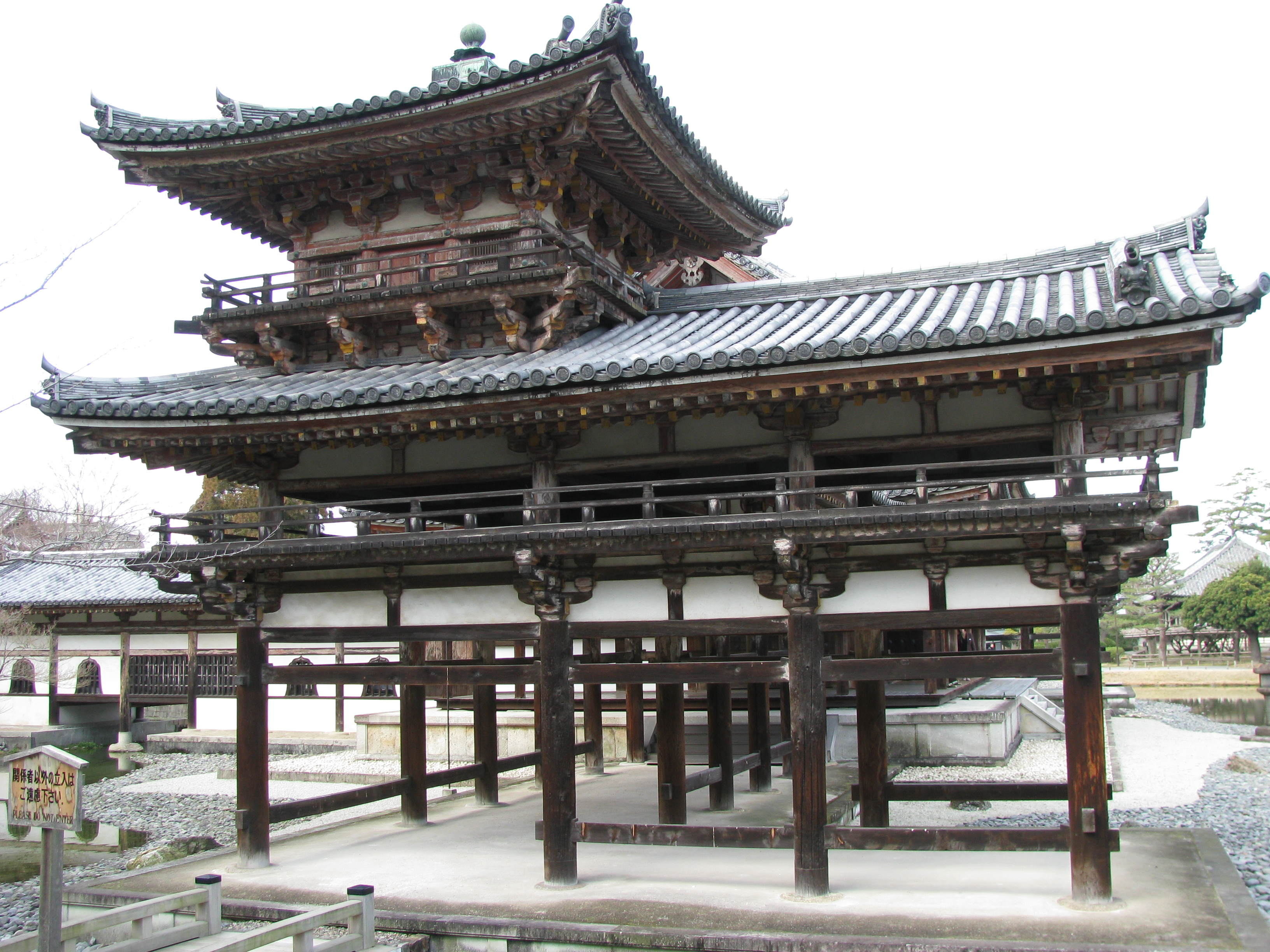
Templul lui Buddha Amitabha (Amida-do), aripa dreaptă (de sud)
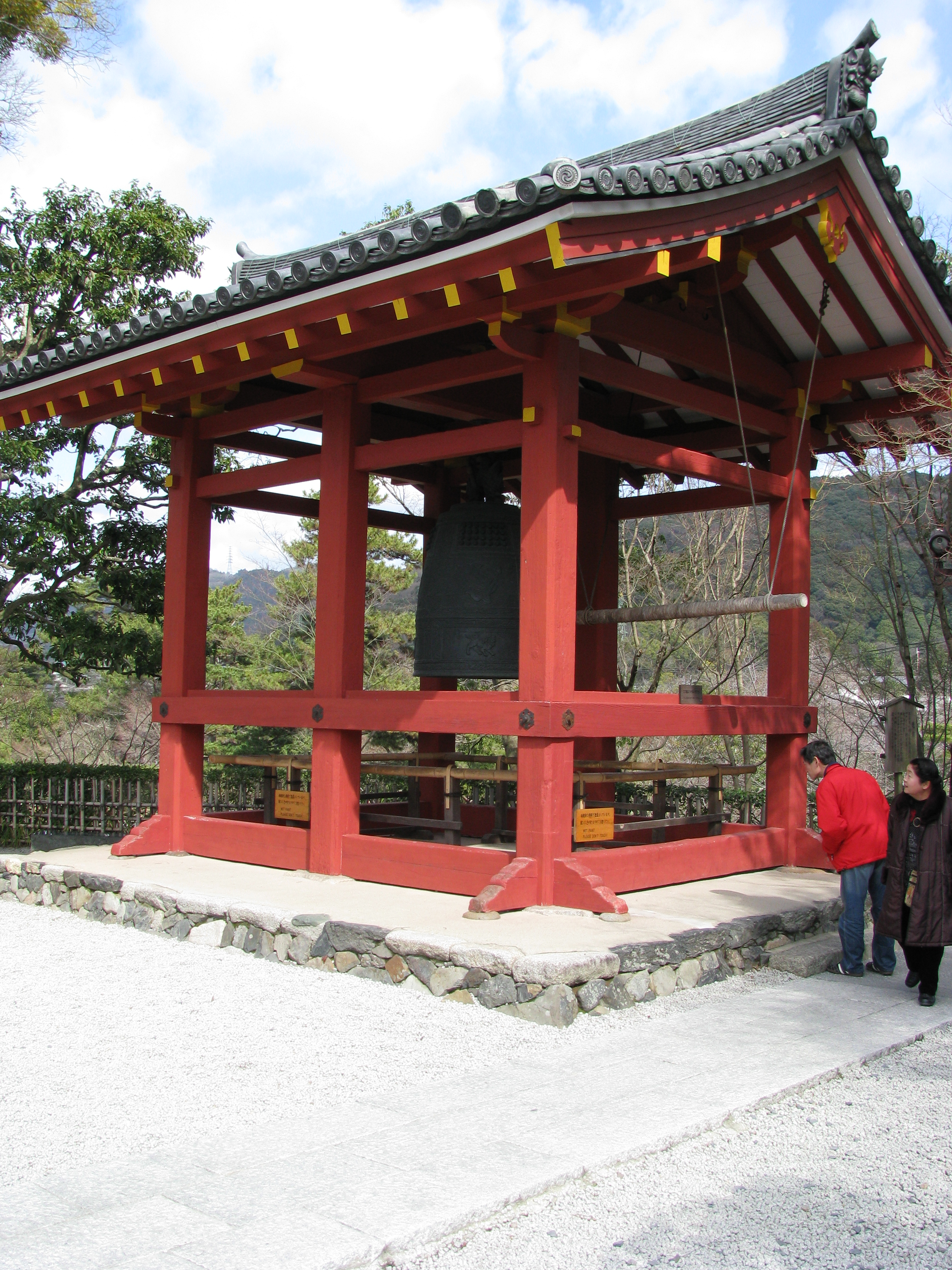
Clopotniţa templului
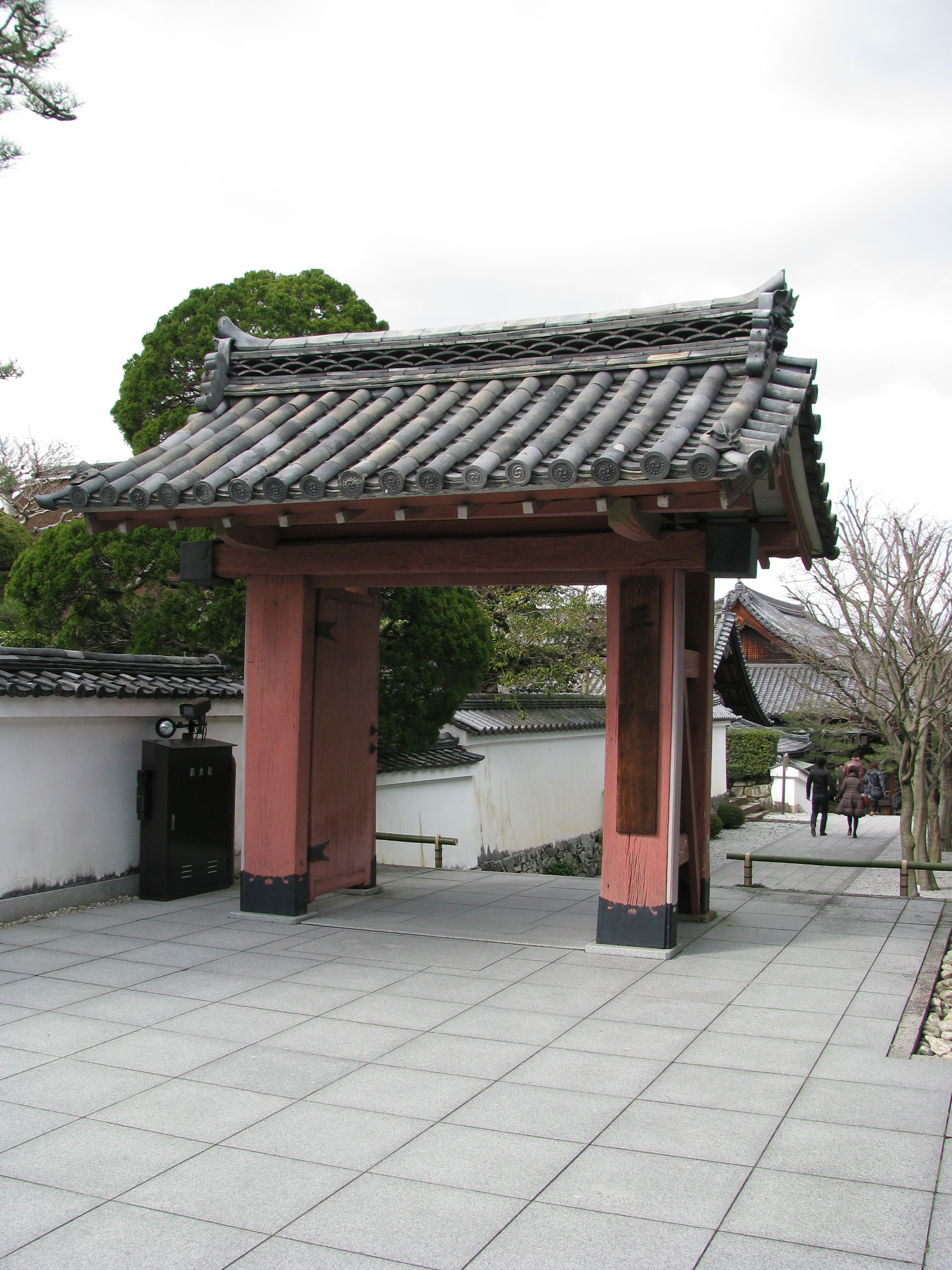
Porţile de pe teritoriul templului
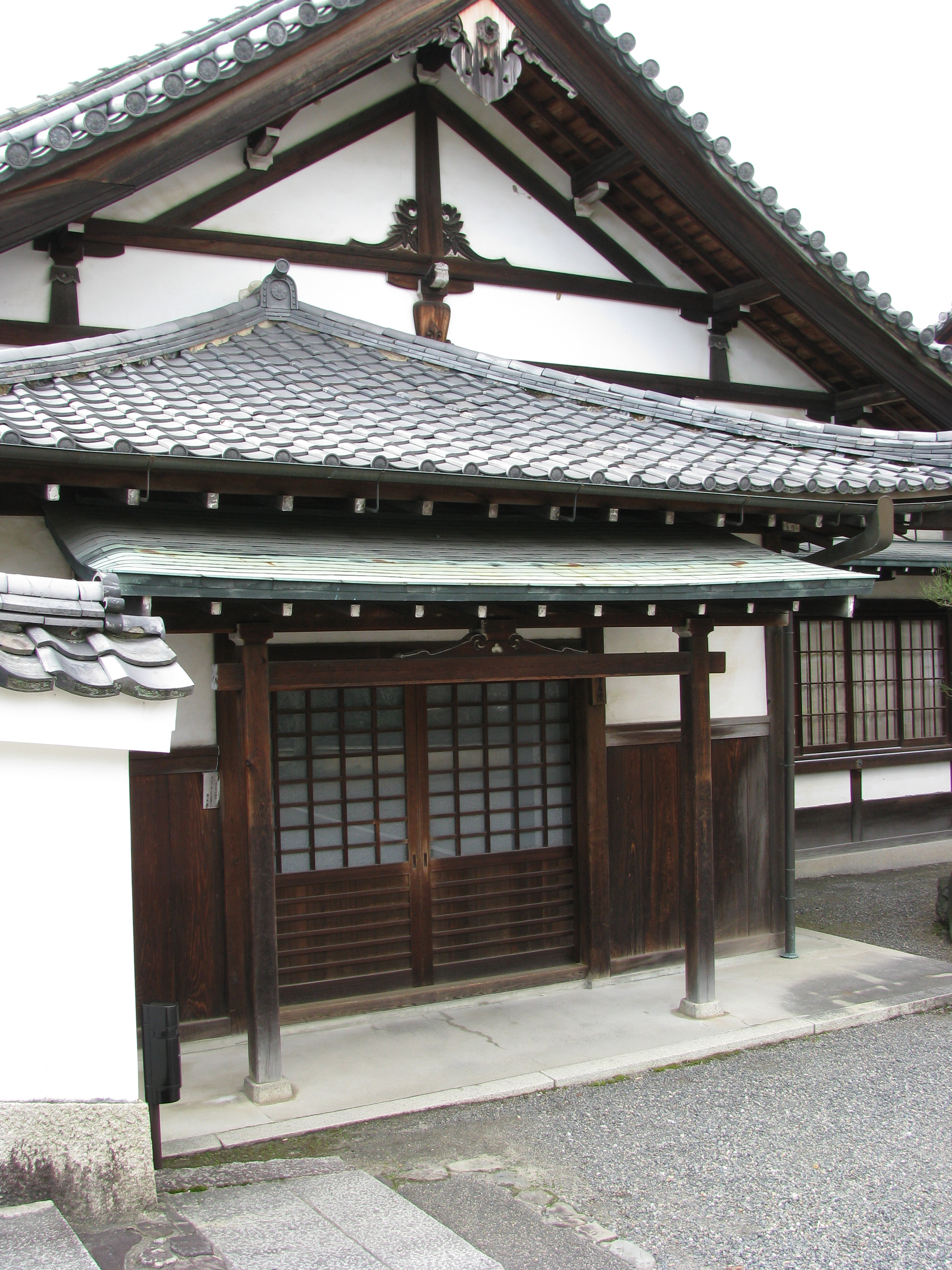
Templul Jodoin
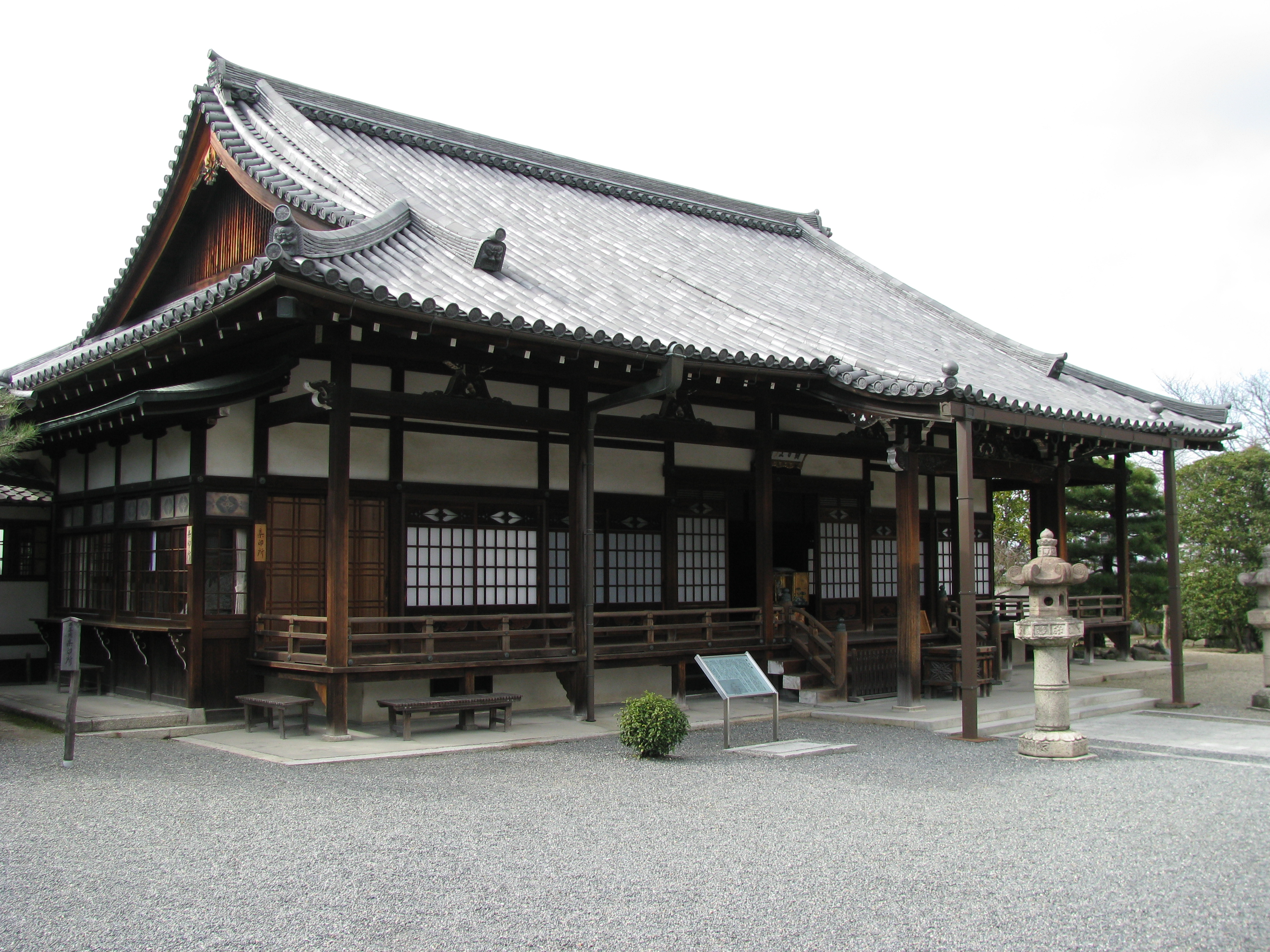
Templul Saishoin
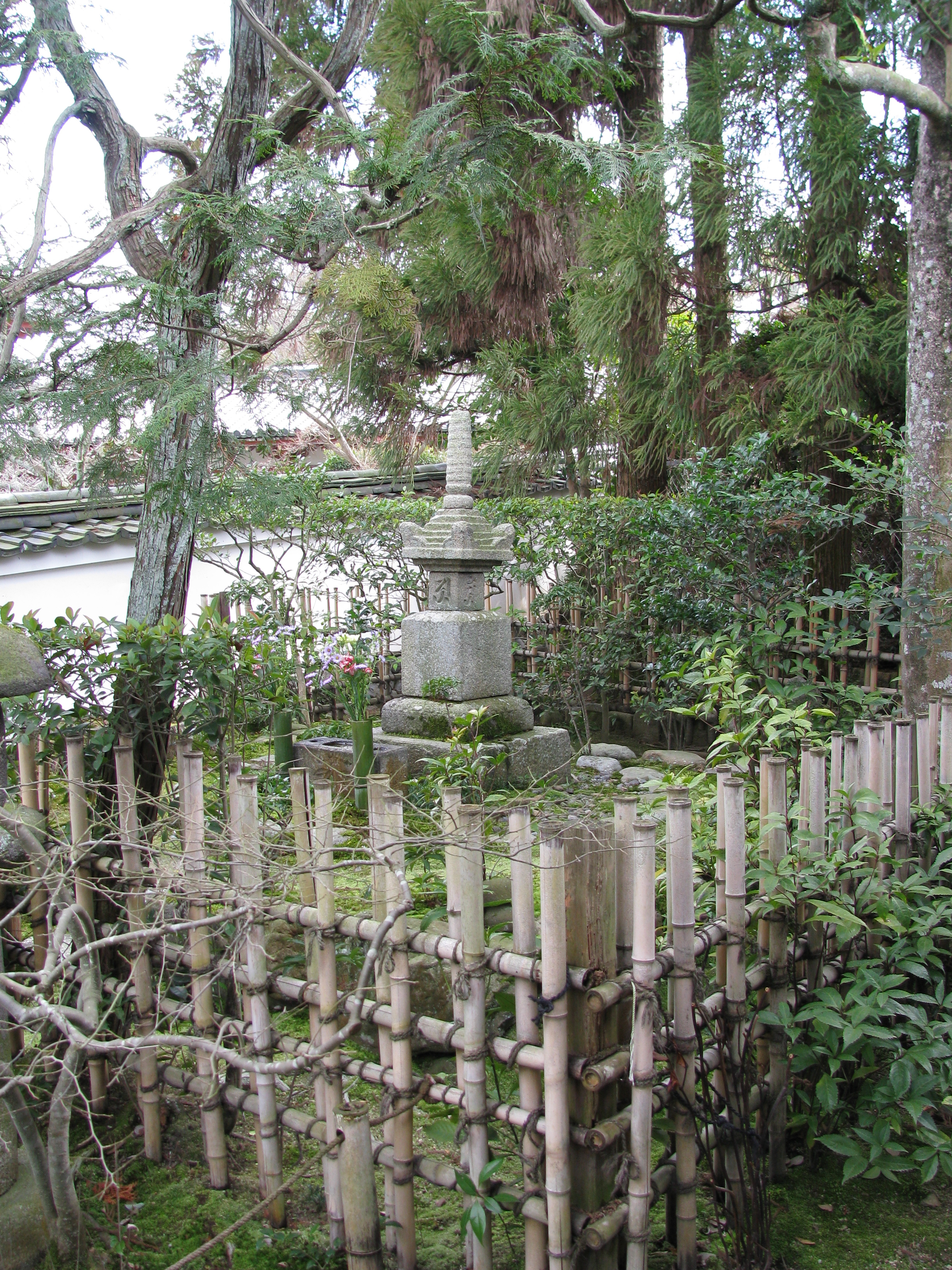
Mormântul lui Minomoto no Yorimasa
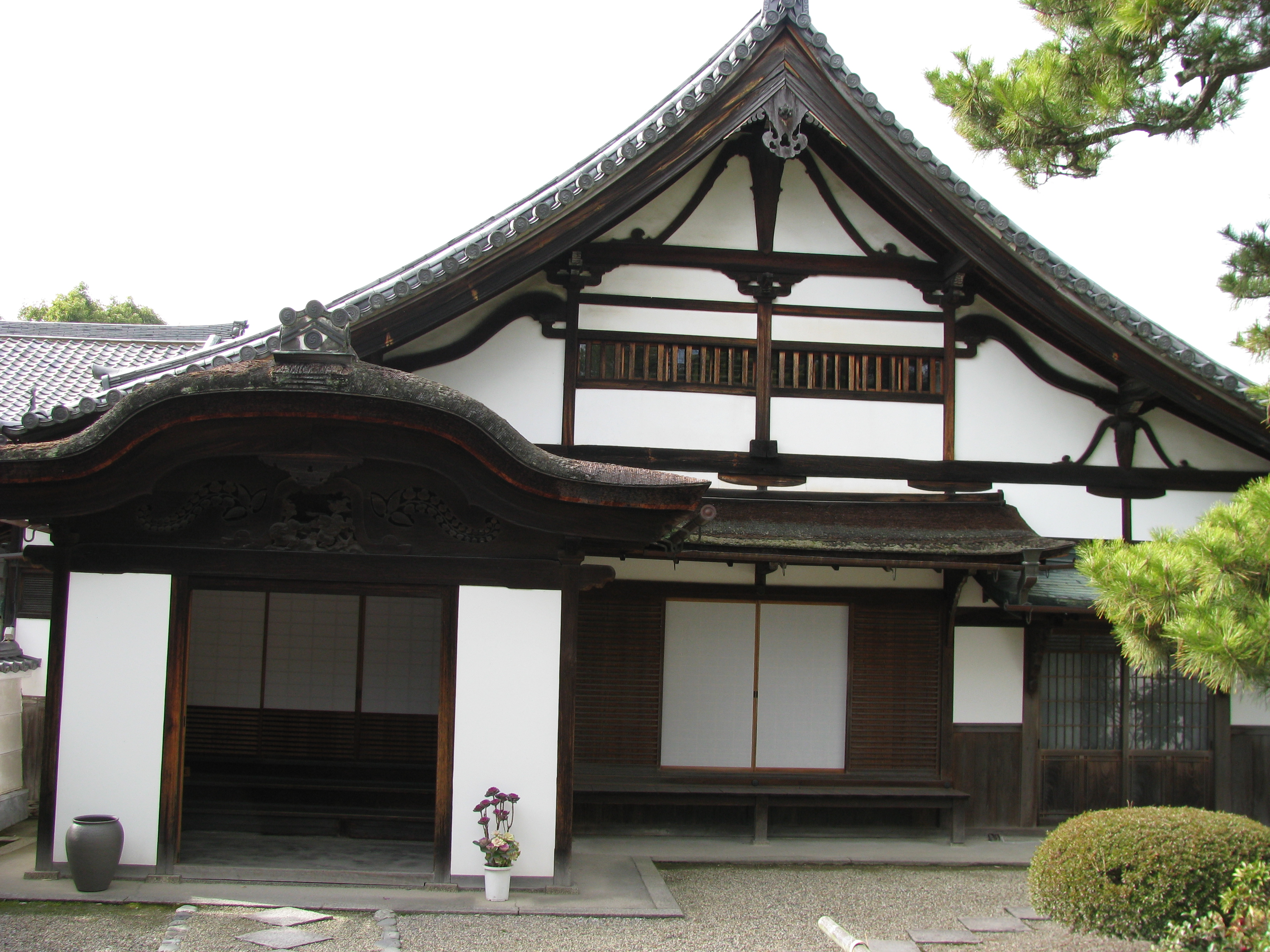
Pavilionul Fudo-do